# Pseudorthosia variabilis
Pseudorthosia variabilis är en fjärilsart som beskrevs av Augustus Radcliffe Grote 1874. Pseudorthosia variabilis ingår i släktet Pseudorthosia och familjen nattflyn. Inga underarter finns listade.